# Iso-Ahvenainen
Iso-Ahvenainen eller Ahvenainen är en sjö i Finland. Den ligger i kommunen Kangasniemi i landskapet Södra Savolax, i den södra delen av landet, 220 km norr om huvudstaden Helsingfors. Iso-Ahvenainen ligger 104,1 meter över havet. Arean är 2,45 kvadratkilometer och strandlinjen är 15,59 kilometer lång. Sjön  ingår i Kymmene älvs huvudavrinningsområde. 